# Курісоо (природна територія)
Природна територія Ку́рісоо (ест. Kurisoo loodusala) — природоохоронна територія в Естонії, у волості Ярва повіту Ярвамаа. Входить до Європейської екологічної мережі Natura 2000.

## Основні дані
Код Natura 2000: EE0060103
KKR-код: RAH0000382
Загальна площа — 47,4 га.
Територія утворена 5 серпня 2004 року.

## Розташування
Природоохоронний об'єкт розташовується на землях, що належать селам Курісоо, Орґметса, Агула.

## Мета створення
Метою створення об'єкта є збереження 2 типів природних оселищ:
| Код   | Тип оселища                                                     | Площа, га |
| ----- | --------------------------------------------------------------- | --------- |
| 9010* | Західна тайга                                                   | 8         |
| 9050  | Феноскандійські ліси з Picea abies і багатим трав’яним покривом | 38        |